# Carmen of the Isles
Carmen of the Isles est un film muet américain réalisé par Colin Campbell et sorti en 1912.

## Fiche technique
- Réalisation : Colin Campbell
- Scénario : Colin Campbell
- Production : William Nicholas Selig
- Date de sortie : États-Unis : 7 novembre 1912

## Distribution
- Tom Santschi
- Herbert Rawlinson
- Bessie Eyton : Carmen
- George Hernandez